# ایساک کوئنکا
ژوان ایساک کوئنکا لوپز (اسپانیایی: Joan Isaac Cuenca López‎؛ زادهٔ ۲۷ آوریل ۱۹۹۱) بازیکن فوتبال اهل اسپانیا است.
وی در فصل ۲۰۱۰–۲۰۱۱ در تیم بارسلونا ب ۶ بازی کرد و ۲ گل زد و در همان فصل به صورت قرضی به تیم سابادل رفت و در ۳۲ بازی ۴ گل زده و در فصل ۲۰۱۱--۲۰۱۲ با تیم بارسلونا قرارداد بست.